# Deutsche Künstlerhilfe
Die Deutsche Künstlerhilfe ist eine 1953 von Bundespräsident Theodor Heuss gegründete Förderung für Künstler.
Durch das Bundespräsidialamt in Zusammenarbeit mit den zuständigen Kulturausschüssen der Länder werden Künstler aller Sparten unterstützt, die mit ihrem Werk eine kulturelle Leistung für die Bundesrepublik Deutschland erbracht haben und durch Krankheit, Alter oder widrige Umstände in finanzielle Bedrängnis geraten sind. Ca. 450 Künstler und Schriftsteller werden laufend (3 Zahlungen im Jahr) mit Zuwendungen in gleicher Höhe, dem so genannten Ehrensold des jeweiligen Bundeslandes, betreut: "Im Hinblick auf die der Höhe nach begrenzten Mittel kann aus jedem Bundesland nur eine bestimmte Zahl von Schriftsteller* und Künstler* finanziell unterstützt werden." Die Höhe und Auszahlungsweise zusätzlicher Dauerzuwendungen können bundesweit stark variieren, so werden z. B. mit dem Bayerischen Ehrensold monatlich 250.- € ausgezahlt. Ca. 200 weitere Schriftsteller und Künstler erhalten einmalige Zuwendungen in unterschiedlicher Höhe.
Die Künstlerhilfe ist keine Sozialleistung im Sinne sozialrechtlicher Bestimmungen, sondern eine Unterstützung, die Ausdruck der besonderen Wertschätzung der kulturellen Leistungen durch den Bundespräsidenten ist, auf die jedoch kein Rechtsanspruch besteht. Sie wird deshalb auch nicht auf laufende Sozialleistungen einer gemischten Bedarfsgemeinschaft reduzierend angerechnet und ist gemäß § 3 Ziffer 43 Einkommenssteuergesetz steuerfrei.
Das finanzielle Jahresvolumen im Jahr 2005 betrug ca. 2,95 Mio. €.